# ماكس بويز
ماكس بويز (بالإنجليزية: Max Boyes)‏ هو منافس ألعاب قوى بريطاني، ولد في 6 مايو 1934 في لنكولن في المملكة المتحدة.

## وصلات خارجية
- ماكس بويز على موقع أوليمبيديا (الإنجليزية)